# 에스타디오 그란 카나리아

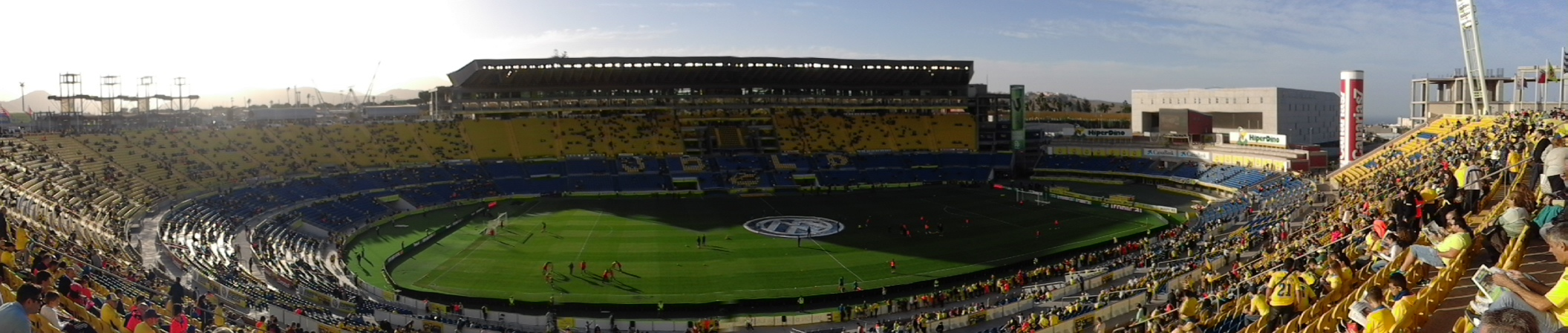
경기장

에스타디오 그란 카나리아(Estadio Gran Canaria)는 스페인 카나리아 제도 라스팔마스에 있는 연고지 UD 라스팔마스의 홈 구장이다. 32,520명을 수용할 수 있다.